# Ручка, що стріляє

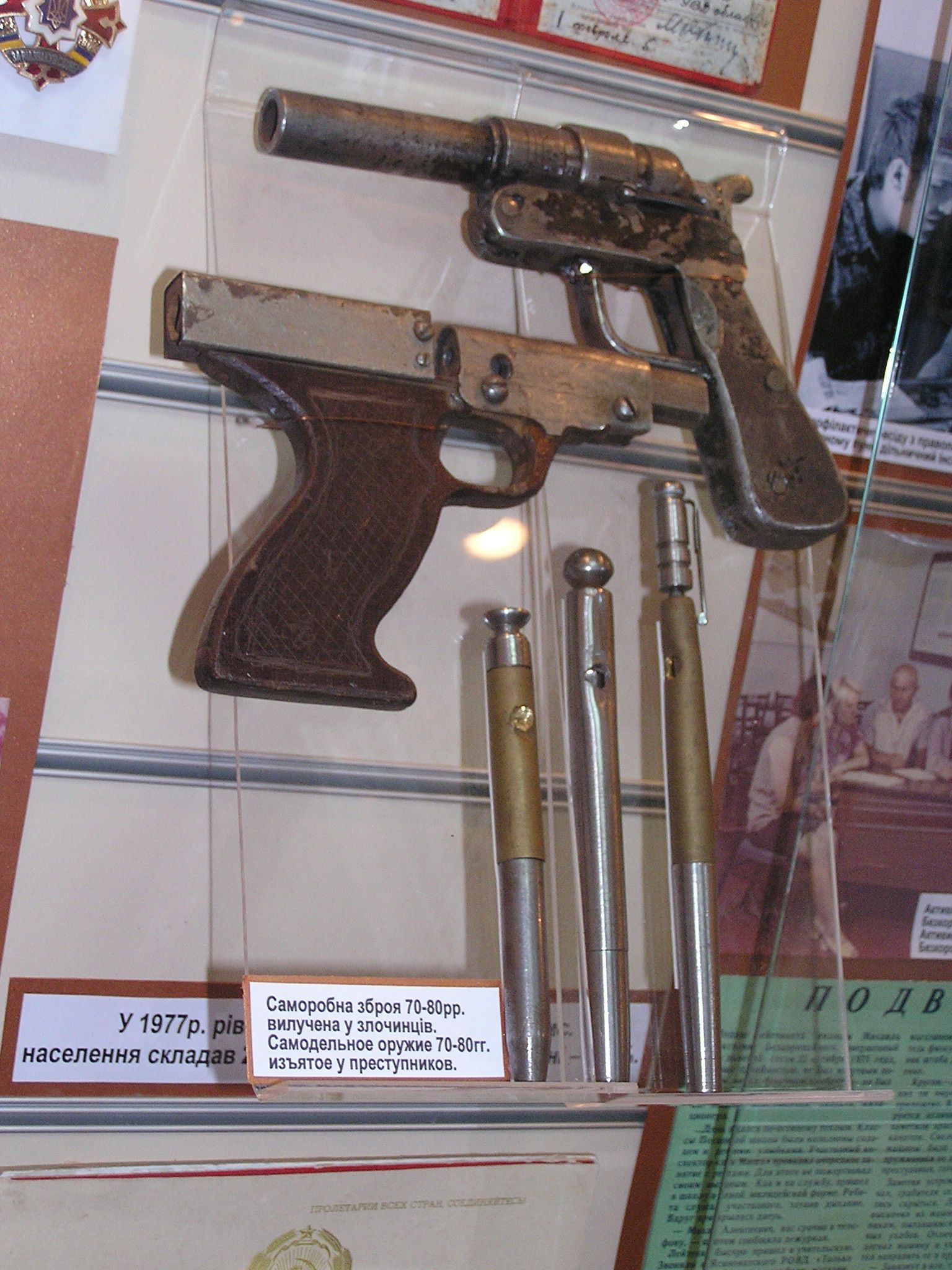
Стріляючі ручки кустарного виробництва. Вилучені правоохоронними органами на території України в 1970—1980х роках.

Стріляюча ручка — вогнепальна зброя що замаскована під ручку для писання
. Стріляюча ручка є зброєю прихованого носіння. Більшість стріляючих ручок виготовляється під патрон 5,6×15 мм R (.22 Long Rifle). Це викликано багатьма причинами, більший за калібром патрон надзвичайно важко сховати в ручці, в той час коли менший набій є неефективним для ураження цілей. Великою перевагою цього набою є його розповсюдженість майже у всіх країнах Світу. Бойові можливості стріляючих ручок є мінімальними. Причиною цього є те що стріляючі ручки мають лише один бойовий заряд, досить довго перезаряджаються та за звичай не мають прицільних пристроїв і прикладу.
Стріляючі ручки з'явилася в кінці 19 століття як зброя самооборони. Як правило такою зброєю володіли люди, діяльність яких була пов'язана з небезпекою: купці, комерсанти, бандити. Перед Другою світовою Війною вони стали зброєю для спецслужб. Стріляючі ручки заборонені для володіння та носіння в переважній більшості країн Світу, в тому числі в Україні.